# سودرا سندبه
شهر سودرا سندبه (به سوئدی: Södra Sandby) در ناحیه شهری لوند در کشور سوئد واقع شده‌است. جمعیت این شهر ۱۶۹۵٫۰۶  نفر است.